# Pierre de Lasenic
Pierre de Lasenic (17. května 1900 Brno – 23. června 1944 Káraný) alias Petr z Lásenice či Milan, vlastním jménem Petr Pavel Kohout, byl nejvýraznější postavou českého hermetismu v období mezi oběma světovými válkami.

## Životopis
Petr Kohout se narodil v Brně, ale rodina se brzy přesunula do Prahy, takže obchodní akademii vystudoval již v Praze. Po maturitě narukoval k leteckému pluku do Kbel a dosáhl během své vojenské služby u letectva hodnosti četaře. Počátkem druhé poloviny 20. let žil v Chrasti u Chrudimi. V listopadu 1929 se přestěhoval do Prahy na Vinohrady k Josefu Adamírovi, který stál u počátků českého hermetického hnutí na přelomu 19. a 20. století a udržoval úzké kontakty s pařížskými martinisty. Po pobytech ve Francii, Alžíru, Egyptě, Indii, na Madagaskaru a jinde se roku 1937 vrátil do Prahy. Během svých zahraničních pobytů se Lasenic mimo jiné podílel na rekonstrukci skulptur chrámu Angkor Vat, v Paříži založil roku 1930 pobočku české společnosti Universalia (Universalia, Loge de France).
Zdá se, že Lasenicův zájem o hermetismus vznikl velmi brzy, prokazatelně již roku 1920 (z jeho vlastní přednášky na téma Narkotika). Z roku 1926 je známa jeho přihláška do martinistické lóže Simeon v Praze (ze které ovšem téhož roku vystoupil a stal se členem jiné lóže téhož řádu nazvané Gedeon). Poté se zabýval oborem, který můžeme nazvat experimentální magií. Roku 1937 založil v Praze hermetickou společnost Horev-klub a martinistickou lóži Paragawa. Lasenicův zájem se však vždy soustředil na esoterismus starého Egypta. K této tematice vydal několik spisů, mimo jiné o egyptském bohu Hermu Trismegistovi (jehož tzv. Smaragdovou desku přeložil do češtiny).
Pierre de Lasenic napsal velmi rozsáhlé literární dílo, jehož značná část je dnes ztracena.

## Dílo

### Monografie a rekonstrukce tarotových karet
- Alchymie, její teorie a prakse, 1936, 1997, 2007.
- Astrologie (kosmologie): elementární základy k iniciaci, 1936, 2000, 2020.
- Egyptské hieroglyfy a jejich filosofie, 1935 (dvě vydání), 1992, 2000.
- Hermetická iniciace martinismu, 2011.
- Hermetická iniciace universalismu na základě systému rhodostaurotického, 1936, 1937, 1990.
- Sexuální magie, 1933 (dvě vydání), 1935, 1992, 2014 (úplné vydání).
- Martinismus (rituál), 1938–1939, vydáno pouze jako soukromý tisk v knize Rituály Paragawy a Horev-klubu, 2020.
- Orientální láska, 1929, 2009.
- Praxe Horev-klubu I. Vodnář, Praha 2018.
- Praxe Horev-klubu II. Kniha géniů. Vodnář, Praha 2022.
- Tarot, klíč k iniciaci, 1936, 1938–1939, 1994, 2005.
- Tarotové karty podle Pierra de Lasenic, 1939 (černobílá i barevná verze), 1947–1948 (překres Radima Soukala), 1988 (překres Petra Osvalda), 2001 (barevná verze), 2019 (barevná verze).

### Přednášky a rozhovory
- Hermes Trismegistos a jeho zasvěcení, 1936, 1991, 2014 (v kompletu přednášek), 2016, 2023 (v kompletu přednášek).
- Universalismus, 1933, 1990 (v časopisu Logos), 1995 (ve sborníku Logos), 2014 (v kompletu přednášek), 2023 (v kompletu přednášek).
- Přednášky pro Universalii a Horev-klub, 2014. První vydání dochovaných přednášek.
- Přednášky pro Eulis-klub, Universalii a Horev-klub, 2023. Úplné vydání všech známých přednášek.
- Vladislav Kužel: Hovory s Lasenicem, 1993, 1994, 2015 (úplné vydání).

### Překlady
- Johann-Baptist Kerning: Listy o královském umění, 1936 (hektografované vydání), 1936 (zednářský tisk), 1937, 1938, 1945, 1991, 2009, 2022.

### Deníky Horev-klubu (spoluautorství)
- Deník prací s živelnými bytostmi, 1939–1940, nevydáno.
- Kniha genia Aziela, 1941–1944, ztraceno.

### Překlady Lasenicova díla do dalších jazyků
- A hermetikus beavatás, Hermit könyvkiadó, 2000 (Hermetická iniciace universalismu).
- Hermes Trismegistos y su iniciación, b. d. (Hermes Trismegistos a jeho zasvěcení).
- Hermetic Initiation Into Martinism. Vodnář, Praha 2019 (dvě vydání). (Hermetická iniciace martinismu).
- Iniziazione ermetica nel Martinismo, 2019. (Hermetická iniciace martinismu).
- Sexual Mysteries. Vodnář, Praha 2018 (Orientální láska + Sexuální magie).
- The Book of Works. Překlad dostupný online. (Kniha prací.)

Pierre de Lasenic publikoval také celou řadu odborných článků v časopisech Horev, Logos a Medium.
Do bibliografie nejsou zahrnuty články a kromě jedné výjimky ani ztracené spisy. 
Zdrojem bibliografických údajů je studie Lukáše Loužeckého Pierre de Lasenic a jeho dílo. In: de Lasenic, Pierre: Přednášky pro Eulis-klub, Universalii a Horev-klub. Vodnář, Praha 2023, s.7-40.